# Oberjochpas
De Oberjochpas is een 1180 meter hoge grenspas tussen Duitsland en Oostenrijk. De pas ligt in de Allgäuer Alpen, bij de plaats Oberjoch en verbindt het dal van de rivier de Ostrach bij Bad Hindelang met het Tannheimer Tal bij Schattwald. De pas ligt op de route tussen de steden Bad Hindelang in Beieren en Reutte in Tirol.
Arlberg · Bielerhöhe · Brenner · Fern · Flexen · Gerlos · Großglockner · Hahntennjoch · Katschberg · Kühtai · Pfitscherjoch · Plöcken · Radstädter Tauern · Reschen · Seefeld · Sölk · Staller Sattel · Timmelsjoch · Triebener Tauern · Turracherhöhe · Zeinis